# Onetwo (группа)
Onetwo — британско-немецкий синтипоп дуэт, сформировавшийся в начале 2000-х гг. Своё современное и окончательное название получил в 2004 году. Другие, «пилотные», название коллектива — pandc, Story x two, The Rear Mirror, Part Two.

## История

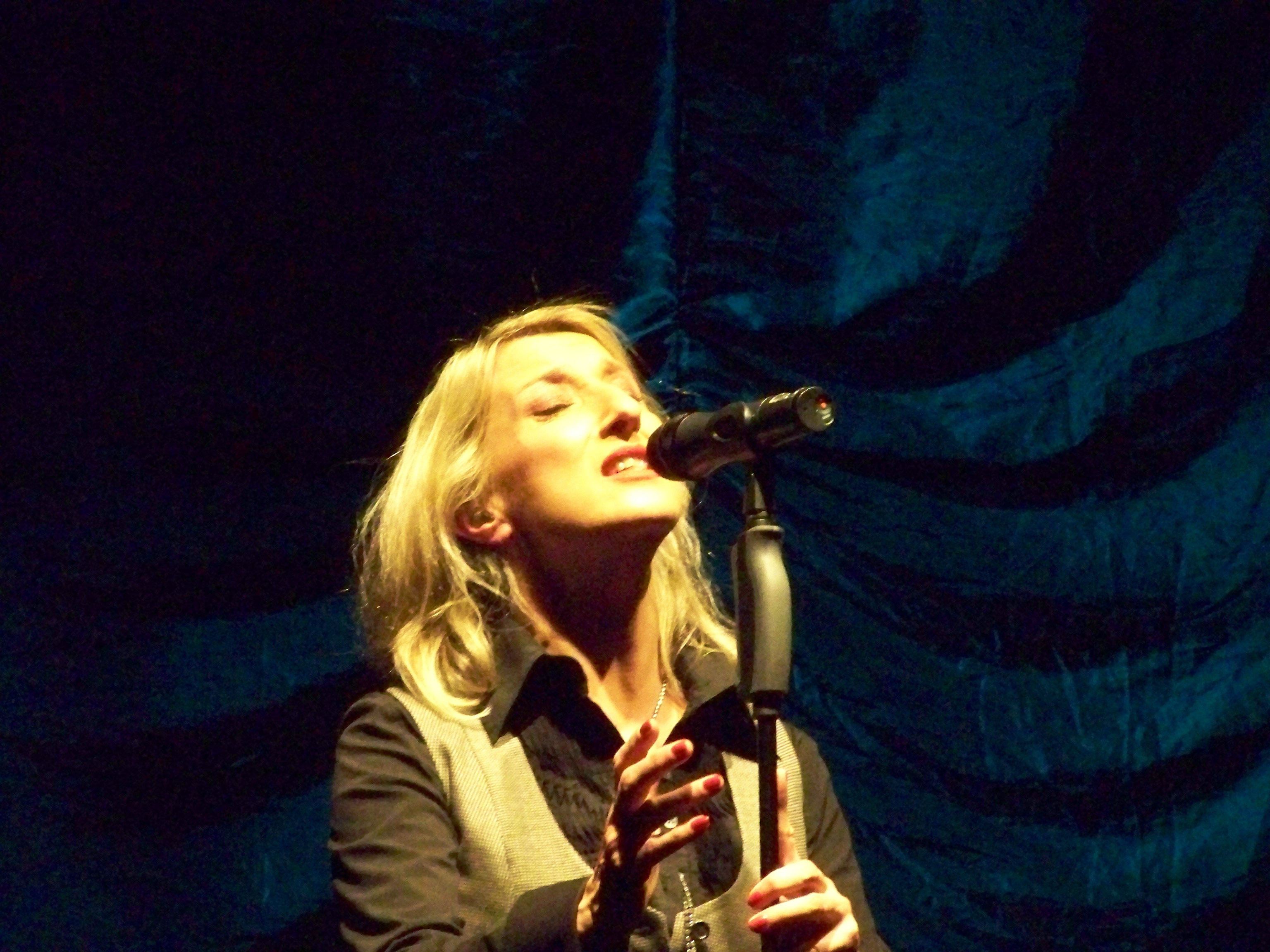
Клаудия Брюкен

Onetwo — дуэтный коллектив в лице Пола Хамфриза (Orchestral Manoeuvres in the Dark) и Клаудии Брюкен (Propaganda). Музыканты выступали вместе с начала 2000-х годов, в том числе в рамках тура OMD Revisited Tour в США. Первой совместной работой Пола и Клаудии стал новый альбом готовящейся к воссоединению немецкой группы Propaganda, однако проект не был осуществлён, и Хамфри и Брюкен продолжили сотрудничество над своим новым совместным проектом, который до 2004 года не имел постоянного названия. После выпуска первого альбома (в июне 2004 года) в сентябре в Carling Academy Islington (сейчас — O2 Academy Islington) состоялось их выступление под постоянным именем — Onetwo.
В 2006 году дуэт выступал в Лестере и Лондоне (площадка Too2Much), осенью того же года прошёл тур Onetwo по Центральной и Южной Америке, в апреле 2007 — по Германии. Осенью дуэт принял участие в концертах Erasure и Human League. В 2006 и 2008 гг. состоялись выступления группы в Москве. В сентябре 2011 года дуэт принял участие в шоу Electronic Phuture Revue в рамках фестиваля Vintage Festival в Лондоне.

## Дискография
На данный момент дуэтом записано пять альбомов различных форматов:
- 2004: EP Item
- 2007: 12" Remixed (промовинил)
- 2007: Cloud Nine (сингл) (совместно с Мартином Гором (Depeche Mode))[3]
- 2007: Instead
- 2007: Kein Anschluss (промо-CD)